# محله هوایی هاوترن–فاتر
محله هوایی هاوترن-فاتر (به انگلیسی: Hawthorne-Feather Airpark) یک فرودگاه همگانی بهره‌برداری هوایی است که یک باند فرود آسفالت دارد و طول باند آن ۹۹۴ متر است. این فرودگاه در کشور ایالات متحده آمریکا قرار دارد و در ارتفاع ۱۸۳ متری از سطح دریا واقع شده‌است.